# 부태왕
부태왕(夫台王, 생몰년 미상)은 부여의 왕으로, 이름은 부태(夫台)이다. 부모와 생몰년은 알려져 있지 않다. 167년(영강 원년)에 2만 명의 병사를 거느리고 후한의 현도군을 공격했지만 현도태수 공손역이 이를 격퇴하여, 1천여 명의 사망자를 내고 패배했다. 이후 174년(희평 3년) 후한에 글을 올리며 조공했다.